# Alejandro González Iñárritu
Spanyol név: első, apai vezetéknév: González; második, anyai vezetéknév: Iñárritu; keresztnév: Alejandro
Alejandro González Iñárritu (Mexikóváros, 1963. augusztus 15. –) négyszeres Oscar-díjas mexikói filmrendező. Filmjeiben az emberek közötti különbségeket és a - nehéz külső körülmények ellenére is létrejövő - lehetséges kapcsolatokat ábrázolja. Iñárritu műveinek központi témája a gondviselés, a megváltás. Bábel (2006) című filmje 2006-ban a cannes-i fesztiválon a legjobb rendezés díját és az Ökumenikus zsűri díját kapta.

## Élete
Édesapja Hector González Gama, édesanyja Luz Maria Iñárritu. Édesapja gazdag bankár volt, de tönkrement, mikor Alejandro hatéves volt. Pályafutását DJ-ként kezdte, és hat mexikói filmhez írt zenét. Az 1990-es évek elején a legfontosabb mexikói tévétársaságnál, a Televisánál lett producer, majd megalapította saját cégét, a Zeta Films-et. Reklámokat írt és rendezett, közben Maine-ben és Los Angelesben végzett filmes szakon tanult. Közben megismerkedett Guillermo Arriaga forgatókönyvíróval, Rodrigo Prieto operatőrrel és Gustavo Santaolalla zeneszerzővel, akikkel eddigi filmjeit készítette. (Guillermo Arriagával kapcsolatuk a Bábel után megszakadt.) A 2000-es évek elején Los Angelesbe költözött, ma is ott él. 2008-ban jó barátjaival, Alfonso Cuarón és Guillermo del Toro rendezőkkel közös produkciós irodát alapított, Cha Cha Cha Films néven. Felesége Maria Eladia Hagerman de González. Három gyermekük született: első fiuk néhány naposan meghalt, lánya Maria Eladia, második fia Eliseo. Alejandro González Iñárritu katolikus.

## Művei

### Rövidfilmek
- Detrás del dinero (1995)
- El timbre (1996)
- Powder Keg (2001) (részlet a The Hire című filmből)
- México (2002) (részlet a 11'09'01 - szeptember tizenegy című filmből)
- Anna (2007) (részlet a Chacun son cinéma ou Ce petit coup au cœur quand la lumière s'éteint et que le film commence - To Each His Own Cinema című filmből)
- Naran Ja (One Act Orange Dance) (2012)
- Carne y arena (2017)

### Mozifilmek
- Korcs szerelmek (Amores perros, 2000)
- 21 gramm (21 Grams, 2003)
- Bábel (Babel, 2006)
- Biutiful (2010)
- Birdman avagy (A mellőzés meglepő ereje) (Birdman or (The Unexpected Virtue of Ignorance), 2014)
- A visszatérő (The Revenant, 2015)
- Bardo, egy maroknyi igazság hamis krónikája (Bardo, falsa crónica de unas cuantas verdades, 2022)

### Reklámfilmek
- Nővérek - Sisters (2008) (The Meth Project: 3 reklámfilm - Sister, O.D., Family[10] a metamfetamin (speed) használata ellen)
- Write the Future (2010) (Nike reklámfilm a dél-afrikai labdarúgó világbajnokság alkalmából.)[11]
- Nike: Air Moves You (2018) (Nike reklámfilm.)

## Fontosabb díjak és jelölések
Alejandro González Iñárritu filmjeit 134 alkalommal nevezték különböző filmfesztiválokra és 108 díjat nyert.
Oscar-díj
| Év   | Kategória                      | Filmcím                                  | Eredmény |
| ---- | ------------------------------ | ---------------------------------------- | -------- |
| 2015 | A legjobb film                 | A visszatérő                             | Jelölés  |
| 2015 | A legjobb rendező              | A visszatérő                             | Nyertes  |
| 2014 | A legjobb film                 | Birdman avagy (A mellőzés meglepő ereje) | Nyertes  |
| 2014 | A legjobb rendező              | Birdman avagy (A mellőzés meglepő ereje) | Nyertes  |
| 2014 | A legjobb eredeti forgatókönyv | Birdman avagy (A mellőzés meglepő ereje) | Nyertes  |
| 2010 | A legjobb idegen nyelvű film   | Biutiful                                 | Jelölés  |
| 2006 | A legjobb film                 | Bábel                                    | Jelölés  |
| 2006 | A legjobb rendező              | Bábel                                    | Jelölés  |
| 2001 | A legjobb idegen nyelvű film   | Korcs szerelmek                          | Jelölés  |

Golden Globe-díj
| Év   | Kategória                           | Filmcím                                  | Eredmény |
| ---- | ----------------------------------- | ---------------------------------------- | -------- |
| 2015 | A legjobb filmdráma                 | A visszatérő                             | Nyertes  |
| 2015 | A legjobb filmrendező               | A visszatérő                             | Nyertes  |
| 2014 | A legjobb filmmusical vagy vígjáték | Birdman avagy (A mellőzés meglepő ereje) | Jelölés  |
| 2014 | A legjobb filmrendező               | Birdman avagy (A mellőzés meglepő ereje) | Jelölés  |
| 2014 | A legjobb forgatókönyv              | Birdman avagy (A mellőzés meglepő ereje) | Nyertes  |
| 2010 | A legjobb idegen nyelvű film        | Biutiful                                 | Jelölés  |
| 2006 | A legjobb filmdráma                 | Bábel                                    | Nyertes  |
| 2006 | A legjobb filmrendező               | Bábel                                    | Jelölés  |

BAFTA-díj
| Év   | Kategória                      | Filmcím                                  | Eredmény |
| ---- | ------------------------------ | ---------------------------------------- | -------- |
| 2015 | A legjobb film                 | A visszatérő                             | Nyertes  |
| 2015 | A legjobb rendező              | A visszatérő                             | Nyertes  |
| 2014 | A legjobb film                 | Birdman avagy (A mellőzés meglepő ereje) | Jelölés  |
| 2014 | A legjobb rendező              | Birdman avagy (A mellőzés meglepő ereje) | Jelölés  |
| 2014 | A legjobb eredeti forgatókönyv | Birdman avagy (A mellőzés meglepő ereje) | Jelölés  |
| 2010 | A legjobb idegen nyelvű film   | Biutiful                                 | Jelölés  |
| 2006 | A legjobb film                 | Bábel                                    | Jelölés  |
| 2006 | A legjobb rendező              | Bábel                                    | Jelölés  |
| 2001 | A legjobb idegen nyelvű film   | Korcs szerelmek                          | Nyertes  |

Cannes-i fesztivál
| Év   | Kategória             | Filmcím | Eredmény |
| ---- | --------------------- | ------- | -------- |
| 2006 | Legjobb rendezés díja | Bábel   | Nyertes  |

Velencei Nemzetközi Filmfesztivál
| Év   | Kategória          | Filmcím  | Eredmény |
| ---- | ------------------ | -------- | -------- |
| 2003 | Arany Oroszlán díj | 21 gramm | Jelölés  |